# Белое (Варашский район)
Бе́лое (укр. Біле) — село во Владимирецкой поселковой общине Варашского района Ровненской области Украины.
До 2020 года входило во Владимирецкий район.
Население по переписи 2001 года составляло 755 человек. Почтовый индекс — 34310. Телефонный код — 3634. Код КОАТУУ — 5620880901.